# Spezzano Albanese
Spezzano Albanese (Spixana in arbëreshe) è un comune italiano di 6 432 abitanti della provincia di Cosenza in Calabria.
La cittadina, posta sulla bassa valle del Crati, è una delle comunità più numerose di etnia, cultura e lingua arbëreshe, ovvero italo-albanese. Per numero di cittadini, infatti, oggi è tra la più grandi fra le colonie albanesi d'Italia. Il rito bizantino, o greco-cattolico, tipico elemento caratterizzante l'identità degli italo-albanesi, a causa delle pressioni ecclesiastiche limitrofe, è stato dimesso.
A Spezzano Albanese la lingua albanese è tutelata dalla legislazione italiana a tutela delle minoranze linguistiche, dalla legge nazionale nº 482 del 1999. L'amministrazione comunale utilizza nei documenti ufficiali anche l'albanese.

## Geografia fisica
Situato su una collina a circa 320 m s.l.m., domina la piana di Sibari e la valle dell'Esaro, con la vista del massiccio del Pollino.
Il territorio del comune confina con i comuni di Terranova da Sibari, San Lorenzo del Vallo, Tarsia, Cassano all'Ionio, Castrovillari e Corigliano-Rossano.

## Storia
Dopo la morte di Giorgio Castriota Scanderbeg (1468) sempre più città e fortezze albanesi caddero sotto il giogo degli ottomani. Molti albanesi, certi della ospitalità che avrebbero ricevuto dagli Aragonesi nel Regno di Napoli, seguirono l'esempio di quelli che in precedenza si erano insediati in Italia meridionale (Campania, Molise, Puglia) e decisero di abbandonare la loro patria. Quindi, dai porti di Ragusa, Scutari e Durazzo lasciarono la loro terra su navi veneziane, napoletane e albanesi, ma anche utilizzando barche di fortuna, e approdarono nel regno di Napoli.
I primi gruppi di immigrati albanesi arrivarono in Calabria intorno 1470; fu in questo periodo che, i padri Riformatori di San Lorenzo del Vallo accolsero numerose famiglie che successivamente si sarebbero trasferite a Spezzano Albanese.
Tra il 1470 e il 1479 venticinque famiglie albanesi si stabilirono nei pressi di "Pozzo" (arb. Pusi) e "Colombro" (arb. Kullumbri), mentre nello stesso periodo altre si stabilirono nel vicino insediamento abbandonato di "Casale de Sanctu Laurenctu" (oggi San Lorenzo del Vallo) il quale faceva parte della Contea di Tarsìa, feudo della famiglia Sanseverino di Bisignano.
È molto probabile che, tra il 1479 e il 1529, gli albanesi, per celebrare le proprie funzioni secondo il rito greco-bizantino, edificarono una chiesa intitolata a San Nicola.
Nel 1541, il "Casale de Sanctu Laurenctu" venne smembrato dalla contea di Tarsìa e dato in feudo alla famiglia spagnola Alarcón y Mendoza, marchesi di Rende.
Secondo una conta dei fuochi del 1543, al “Casale de Sanctu Laurenctu” risultavano 71 fuochi albanesi, pari a 258 abitanti; mentre nella stessa conta Spezzano Albanese non veniva nominato.
Dopo varie vicende, intorno al 1570, gli albanesi (tranne tre famiglie) del "Casale de Sanctu Laurenctu", non sopportando più l'imposizione delle tasse del feudatario Ferdinando de Alarcón y Mendoza, si rivolsero al nuovo feudatario di Tarsìa, Giuseppe Vespasiano Spinelli, il quale aveva acquistato il feudo di Tarsìa, comprendente i casali di Terranova e di Spezzano, da Pietrantonio Abenante, "valoroso e brillante uomo d'armi".
Da Giuseppe Vespasiano Spinelli gli albanesi ottennero il permesso di insediarsi nell'abbandonato "casale delle Grazie", situato nei pressi dell'attuale santuario dedicato alla Madonna delle Grazie a Spezzano Albanese. È da quel momento che inizia la storia di Spezzano Albanese (chiamato in passato Spezzano o Spezzanello di Tarsìa) nella Contea di Tarsìa, che gli albanesi chiamarono "Spixana".
Il 31 ottobre del 1572, gli albanesi ottennero le "Capitolazioni" con le quali Giuseppe Vespasiano Spinelli consentiva loro di lavorare le sue terre e di usare la sua acqua.
Nel 1607 gli abitanti del "casale delle Grazie", forse per motivi igienico-sanitari, si spostarono risalendo la collina verso l'attuale chiesa dei Santi Pietro e Paolo, nell'attuale centro storico di Spezzano Albanese; nello stesso anno venne consacrata la nuova chiesa parrocchiale, intitolata ai Santi Pietro e Paolo.
La famiglia Spinelli ha mantenuto il principato di Tarsìa con Terranova e Spezzano fino all'eversione della feudalità nel 1806. Nel 1799 il generale francese Jean Étienne Championnet ne fece un Comune nel Cantone di Acri. Nel 1807 i francesi, con legge del 19 gennaio, lo elevarono a capo delle Università di Roggiano, Tarsia, Terranova e San Lorenzo del Vallo. Nel 1811 diveniva capoluogo di Circondario aggiungendo al nome Spezzano il suffisso "Albanese".
Ulteriore impulso allo sviluppo del paese fu dato dalla costruzione, durante il periodo napoleonico, di quella che poi diventerà la Strada statale N. 19 "delle Calabrie".
Durante la sua storia nel periodo antecedente all'Unità d'Italia, molti degli arbëreshë di Spezzano Albanese si schierarono in favore dei Liberali, in contrapposizione agli abitanti dei paesi vicini prevalentemente filoborbonici, data anche la lunga tradizione feudale.
La minoranza etnica albanese in Italia, oltre alla lingua e ai costumi come principale aspetto identitario, conservano il rito greco-ortodosso. Anche Spezzano Albanese sino al XVII-XVIII secolo aveva mantenuto quest'aspetto religioso, peculiare delle popolazioni albanesi, ma dovette passare al rito latino, in seguito all'assassinio dell'allora Archimandrita Nicola Basta, papàs di rito greco-bizantino. Intorno alla metà dell'ottocento la sostituzione forzata del rito fu totale, da parte dei principi Spinelli, marchese di Cirò e principi di Tarsìa, con un prete di rito latino. La prima messa in latino fu tenuta il 4 marzo 1868 da Mons. Vincenzo Magnocavallo.
Dagli anni ottanta del XX secolo circa Spezzano Albanese, essendo in una zona di snodo, ha vissuto un aumento costante della popolazione, con immigrazione da parte di famiglie dei paesi vicini non arbëreshë (lëtì), che mettono in serio rischio la condizione culturale e linguistica di Spezzano Albanese e la rinascita di passate problematiche etniche latino-albanesi. La lingua albanese rischia seriamente così di perdersi, specialmente tra le nuove generazioni, pur essendo molto vive attività e associazioni culturali arbëreshe locali.

## Monumenti e luoghi d'interesse

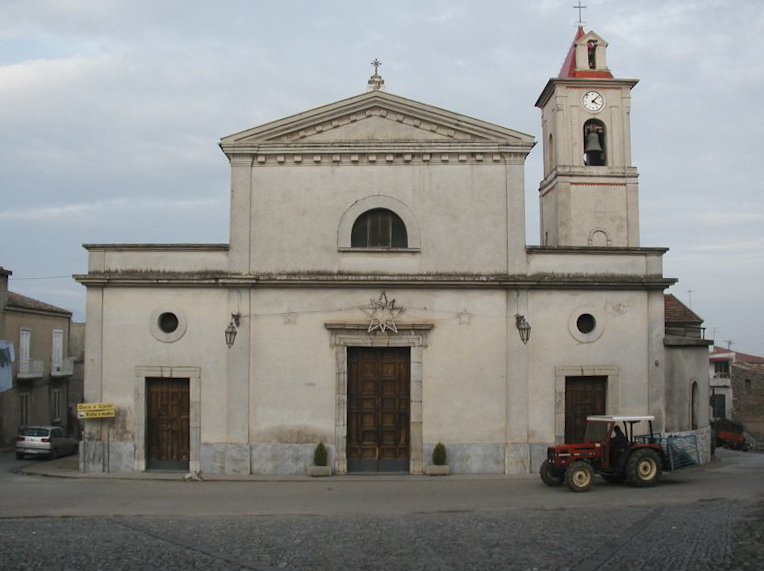
La Chiesa Madre del Santissimo Pietro e Paolo, già di rito bizantino

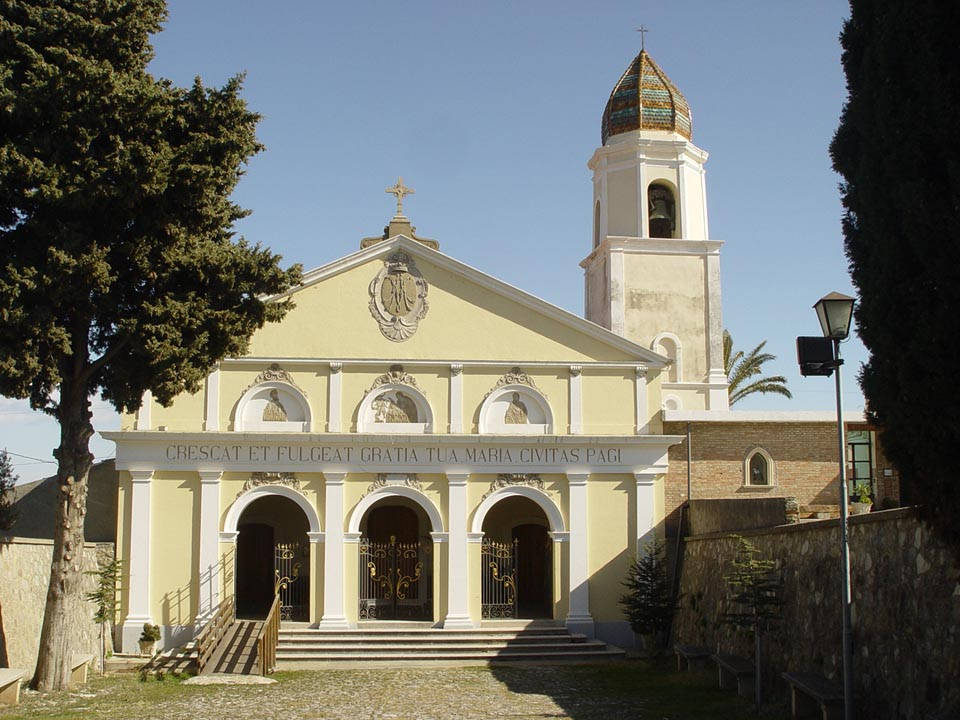
Santuario della Madonna delle Grazie, già di rito bizantino

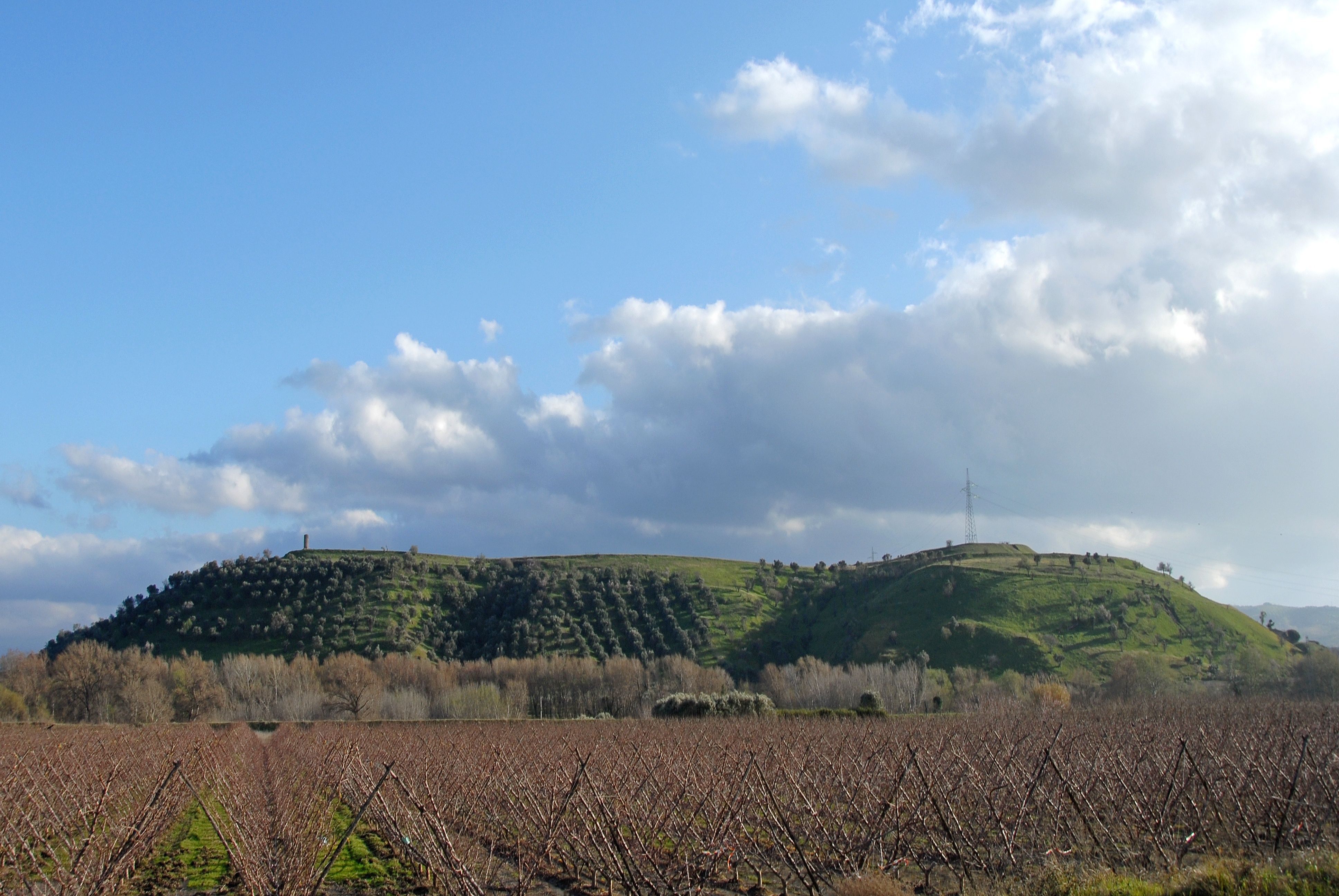
Torre Mordillo pianoro

Torre restaurata

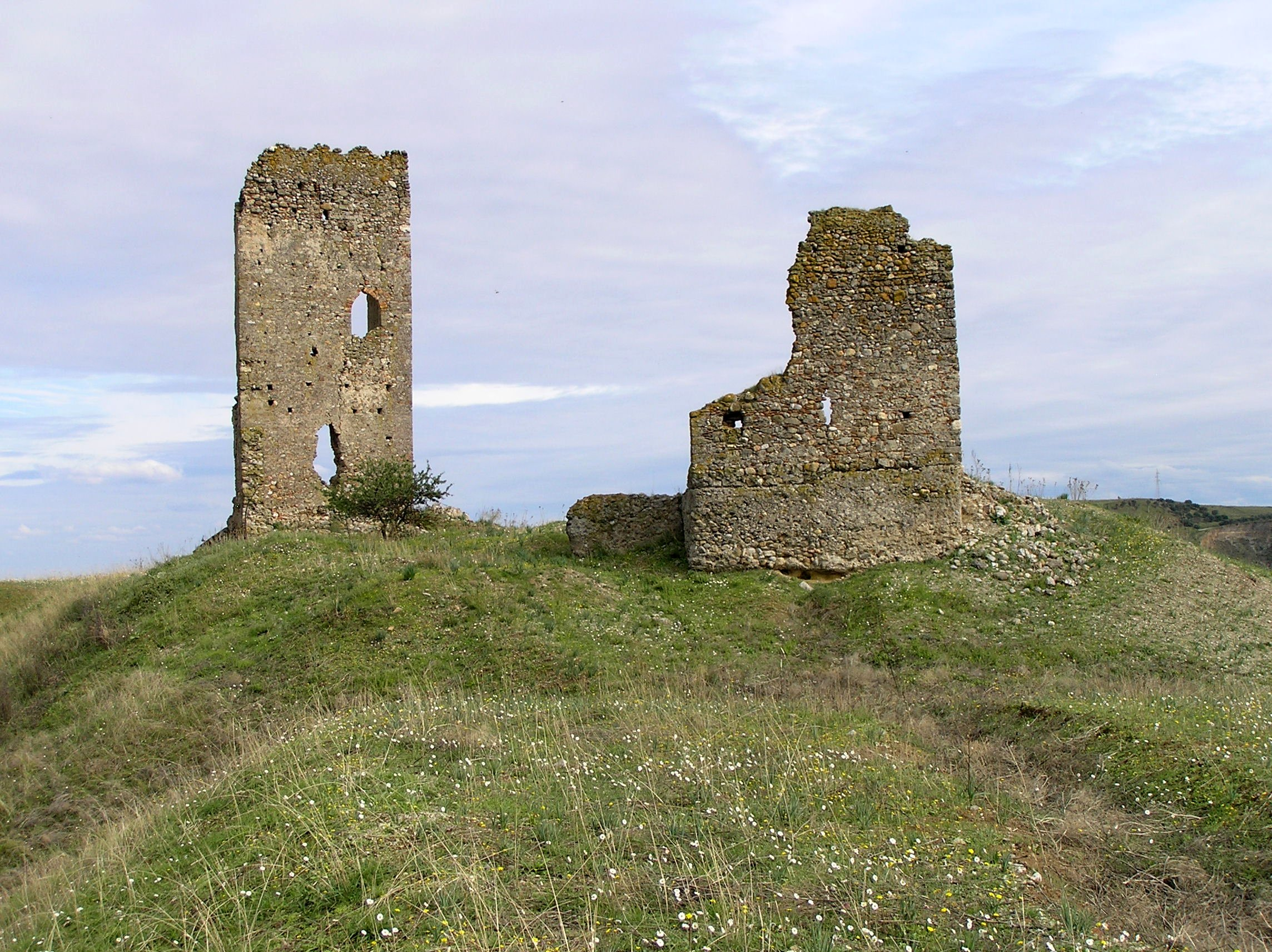
Castello di Scribla

Spezzano Albanese ospita un sito archeologico, Torre Mordillo, nel quale si trovano i resti di un insediamento dell'Età del Ferro comprensivi di una necropoli; l'unico manufatto visibile è la torre di sezione circolare che denomina il luogo, ben visibile da grande distanza nella piana dell'Esaro. I reperti rinvenuti in questo sito che non siano stati trafugati si trovano sparsi in vari musei, tra cui il Museo Archeologico Nazionale della Sibaritide, il Museo Pigorini a Roma ed altri. Nessun serio tentativo di valorizzare l'area è stato compiuto nel tempo, tanto che attualmente il sito versa in stato di abbandono.
Altro sito archeologico presente nel territorio di Spezzano Albanese, che oggi risulta interrato (sicuramente per preservarne la conservazione), dopo lo scavo avvenuto nel 1928 da parte dell'archeologo Edoardo Galli (all'epoca direttore dei beni archeologici della Calabria), è la cosiddetta Villa Romana alla Grotta del Malconsiglio (di età successiva alla deduzione della colonia romana di Copia/Thurio avvenuta nel 194 a.C.) sita in contrada Scalaretto (adiacente alla s.s. Apollinara)
Inoltre, il sito di Torre Scribla o Castello di Scribla, su una collinetta a circa 1 km dalla dismessa stazione ferroviaria, mostra i resti di un insediamento militare normanno, un forte che doveva contrastare l'accesso alla vallata composto da due torri probabilmente gemelle, di una delle quali esiste una porzione più consistente.
La villa comunale ospita un busto in bronzo di Giorgio Castriota Scanderbeg (che la repubblica albanese ha regalato a tutte le comunità italo-albanesi più importanti). Significativa è la visita al Santuario della Madonna delle Grazie di Spezzano Albanese, la cui origine dovrebbe risalire ai primi insediamenti degli albanesi.

## Società

### Evoluzione demografica
Abitanti censiti

### Etnie e minoranze straniere
Secondo i dati ISTAT al 31 dicembre 2020 la popolazione straniera residente era di 403 persone. Le nazionalità maggiormente rappresentate in base alla loro percentuale sul totale della popolazione residente erano:
- Albania 168 1,90%
- Romania 81 0,80%

### Lingue e dialetti

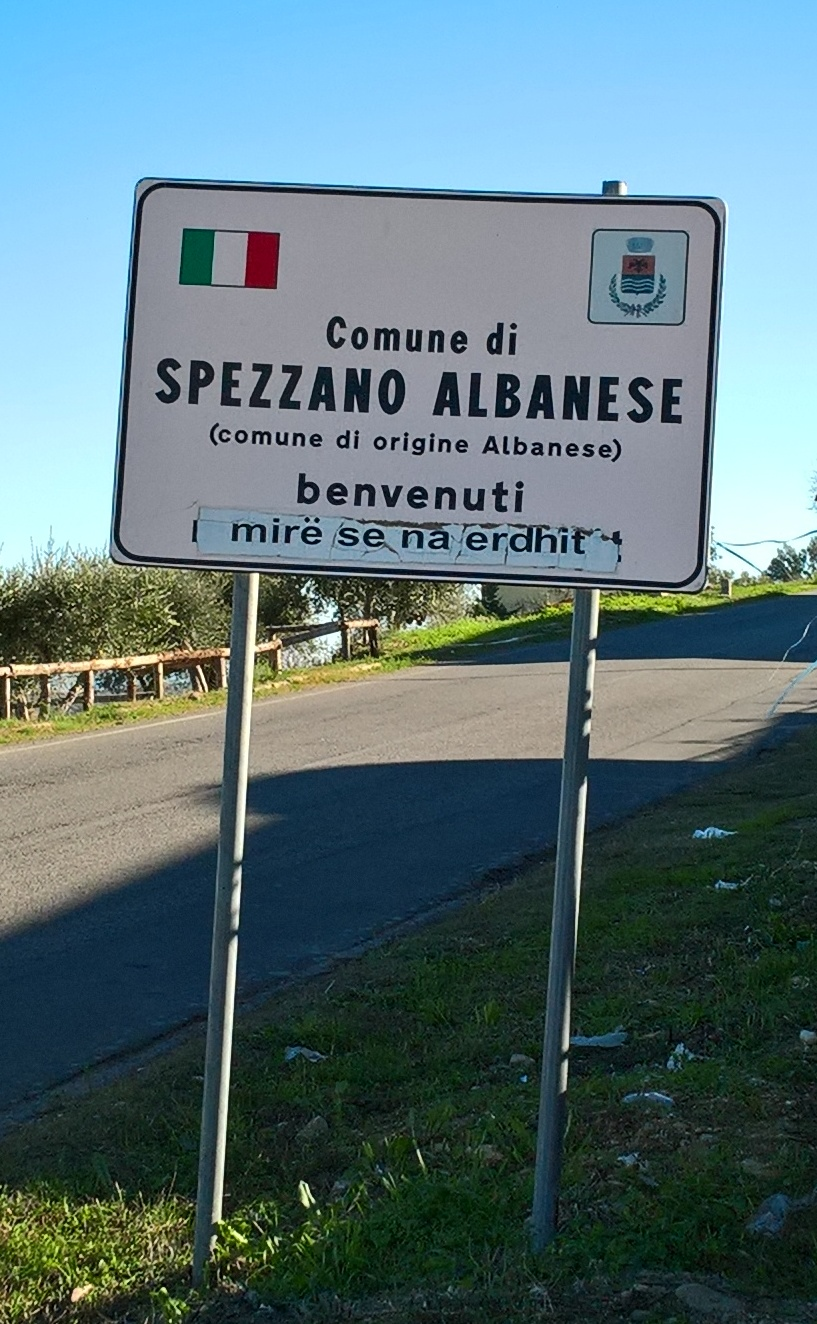
Cartello stradale di benvenuto in lingua Italiana e in Arbëresh

Oltre all'italiano, si è conservato l'uso dell'originale lingua arbëreshe nella variante parlata geograficamente nella parte meridionale dell'Albania e dalla Grecia.

### Religione

#### Rito bizantino-greco

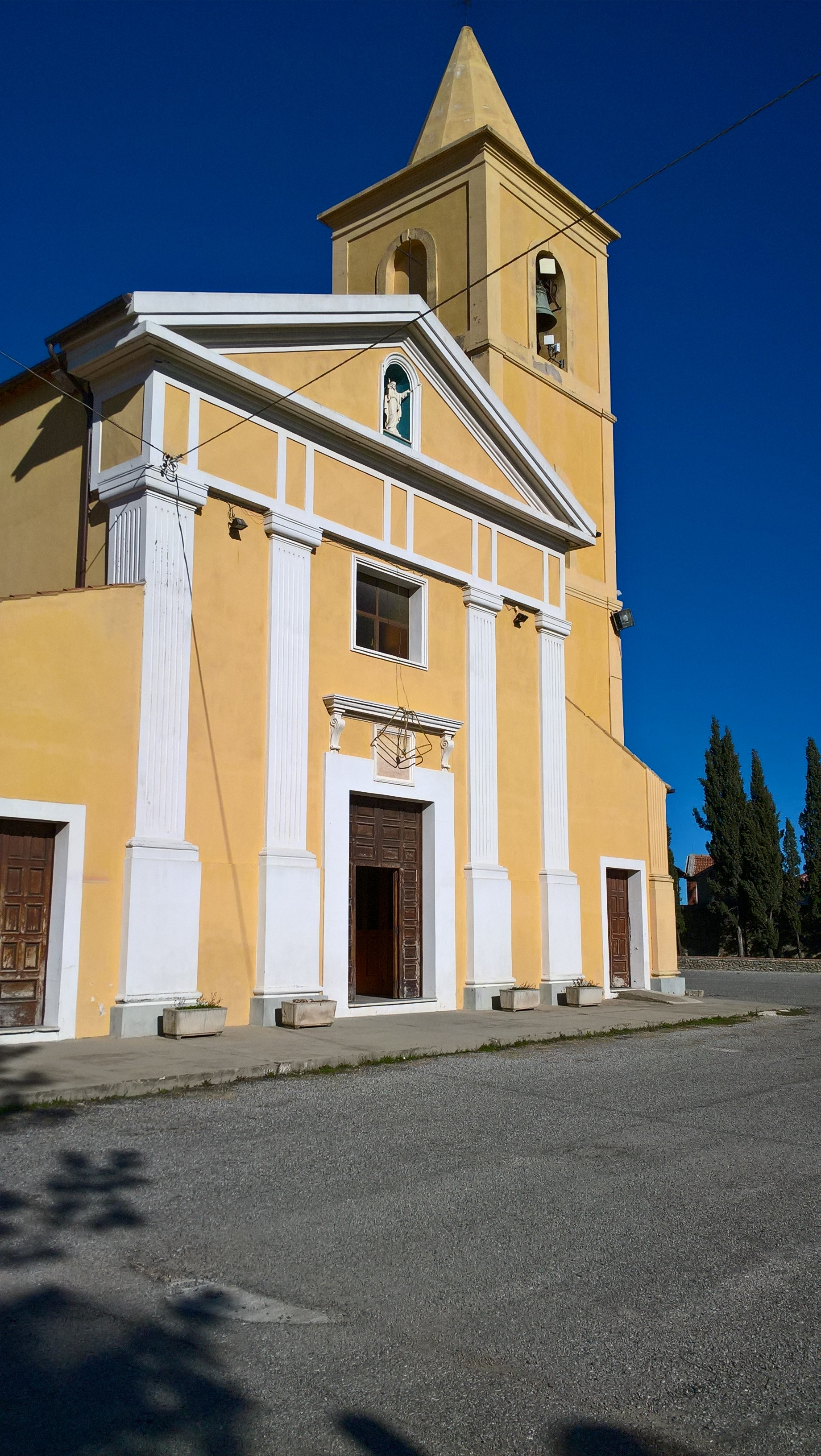
Chiesa di Santa Maria di Costantinopoli, già di rito bizantino

Gli esuli albanesi avevano portato con sé in Italia oltre a lingua, usi e costumi, il rito greco. Esso li ha per secoli contraddistinti e scambiati erroneamente per "greci" dal popolo limitrofo, quello "latino" calabrese, per l'uso della lingua greca antica nelle celebrazioni e riti sacri.
Intorno al 1600 gli albanesi avevano un clero poco istruito che non riusciva a esercitare un'azione determinante sulle popolazioni per la scarsa formazione religiosa e la poca cura del rito greco-bizantino.
Spinti dai nuovi feudatari "latini" (litint), i Spinelli di Tarsìa, i quali cercano il cambiamento della cittadina ad ogni costo verso il rito latino, una parte della comunità di Spezzano Albanese viene influenzata.

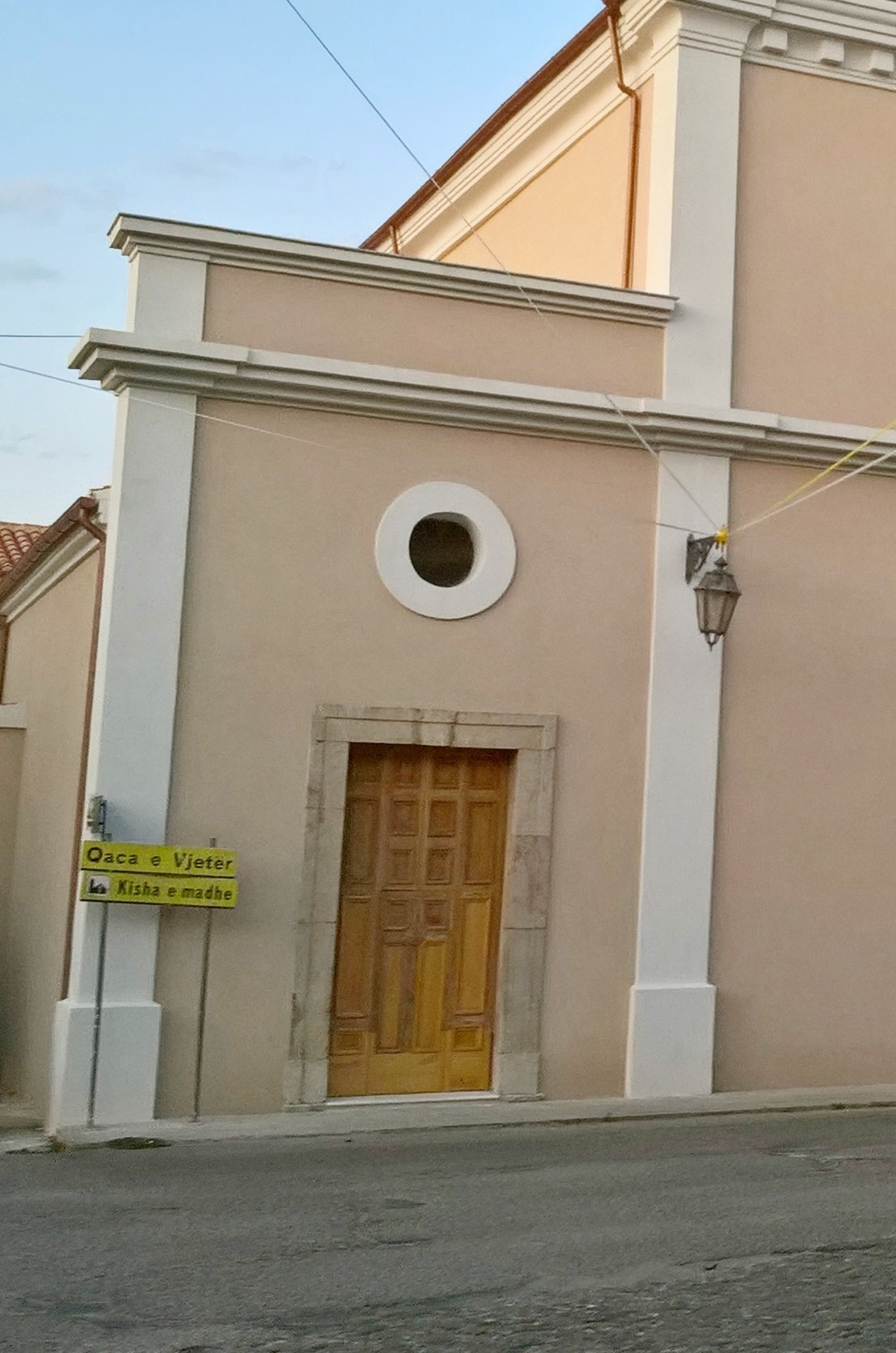
Kisha e madhe (chiesa madre) di Spezzano Albanese, particolare

Nel 1662 venne presentata una petizione di 40 cittadini, indotta dai nuovi feudatari di “Spezzano, luogo degli Albanesi, nel Regno di Napoli, di passare dal Rito Greco, con il quale son sempre vissuti fin'hora, al rito latino [...], supplicando la Sede Apostolica delle necessarie spedizioni.” Ma la petizione non venne accolta e il 27 aprile del 1663 ritornarono alla carica riscrivendo alla Sede Apostolica "di voler fare il rito latino [...] per esser loro incapaci di sostenere quel rito Greco, et per non aver ancora preti sufficienti”. Ma anche questa supplica non venne accolta.
Nel 1668, con “l'approvazione della Santità di Nostro Signore [...] gli albanesi di Spizano persero definitivamente il rito greco-bizantino, con il quale, due secoli prima erano giunti al “Casale delle Grazie”. Tale avvenimento è ricordato soprattutto per la tirannia di Giovanni Vincenzo II Spinelli, Principe di Tarsìa, il quale fece incarcerare nel castello di Terranova il papàs Nicola Basta di Spezzano Albanese, che si è opposto alla latinizzazione del suo paese; durante la prigionia, 31 agosto del 1666 il papas morì di stenti.
Di lì a poco Spezzano Albanese perse il rito greco-bizantino a favore di quello latino. Il nuovo arciprete non italo-albanese, Vincenzo Mangiacavallo, il 4 marzo 1668 celebrò la prima messa secondo il rito latino.
Nel 1919, in occasione dell'istituzione dell'Eparchia di Lungro, agli abitanti di Spezzano Albanese venne chiesto se avessero voluto ritornare al rito originario greco-bizantino. L'arciprete del tempo invece, Ferdinando Guaglionone, con grande stupore degli italo-albanesi, ritenendo di interpretare la volontà della comunità, fece in modo che il paese continuasse nel rito latino.

### Tradizioni e folclore
Il martedì dopo Pasqua (Pashkët) si svolge la festa patronale della Madonna delle Grazie. Suggestivo è il Carnevale di Spezzano Albanese, con la "Corsa dei cavalli": nei balconi dirimpettai della strada nazionale pendono gli agnelli (shtierrat) ai quali viene ficcato un anello alle narici, futuro bersaglio dei cavalieri che in costumi cavallereschi, brandiscono lo spiedo e galoppando, poi di corsa, tentano di infilzare lo spiedo nell'anello dell'agnello. Altri elementi distintivi della cultura popolare sono i "falò" in onore di San Giuseppe, che vengono accesi in tutti i vicoli del centro storico.

## Cultura

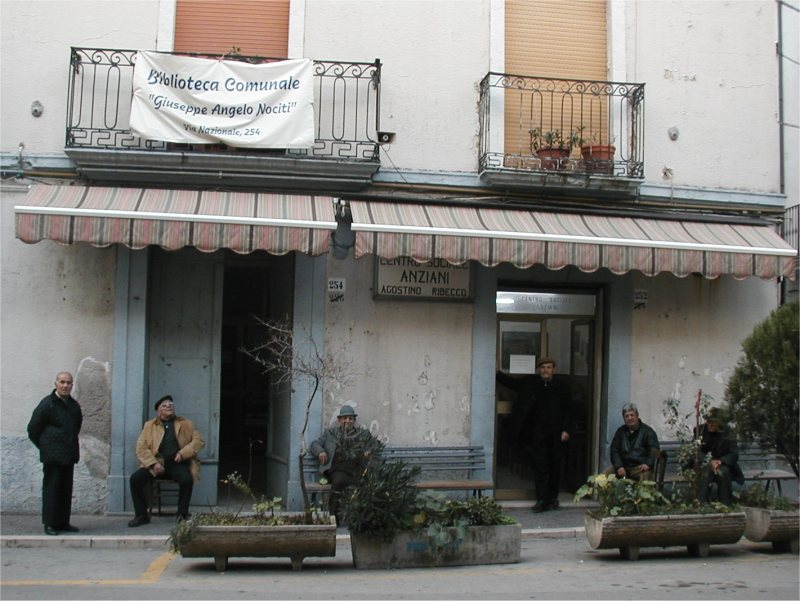
Biblioteca comunale "Zef A. Nociti"

Esistono vari istituti civici di cultura, fra i più noti: la Biblioteca Comunale "Zef A. Nociti" in via Nazionale e il Centro Sociale Anziani "Agostino Ribecco".
Musei
Museo archeologico di Torre Mordillo

### Costumi

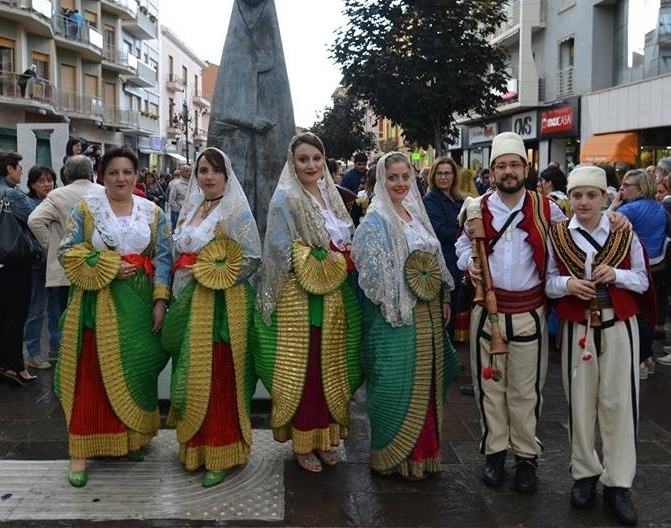
Tipologie del costume di Spezzano Albanese

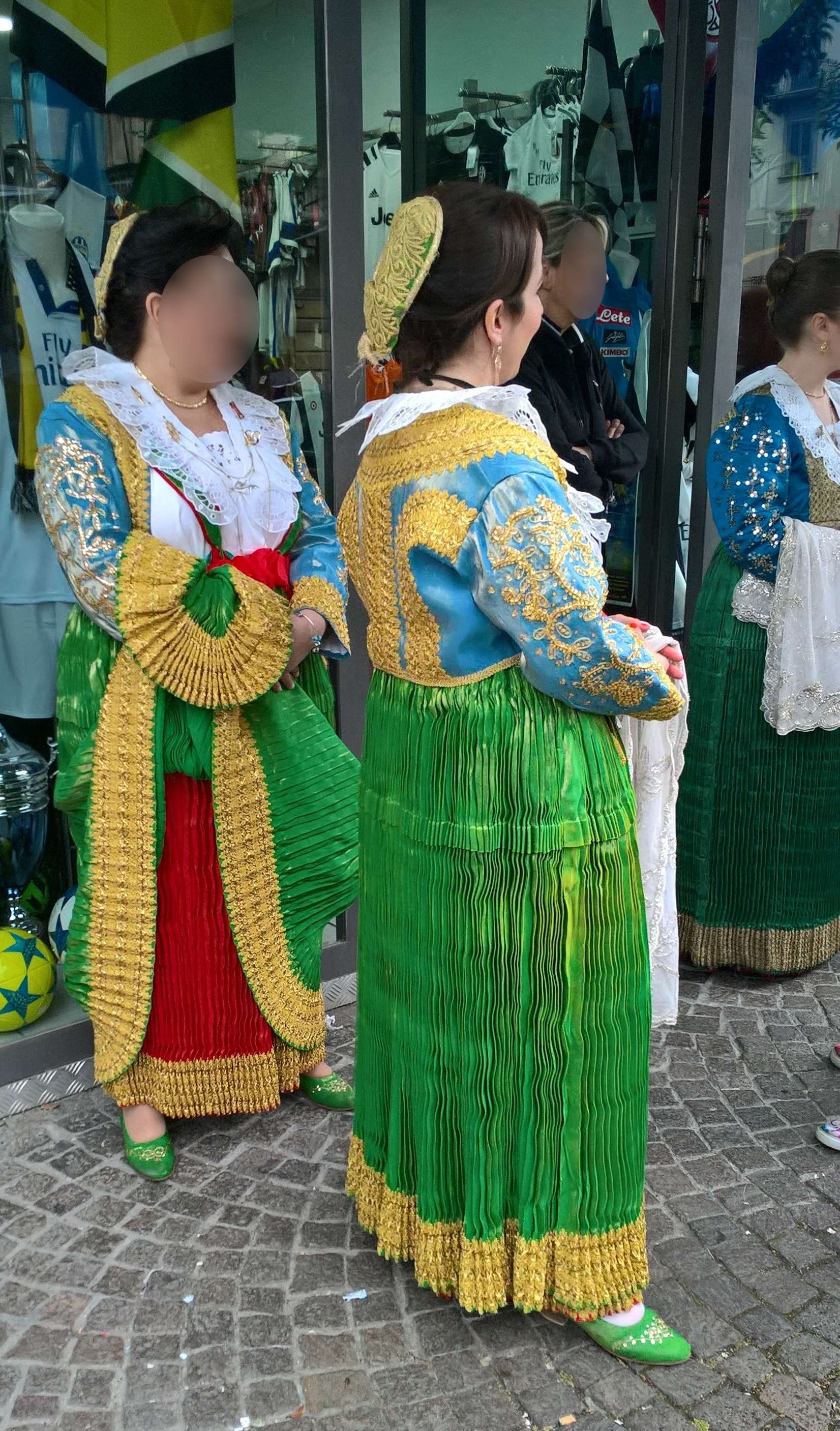
Donne in costume tradizionale albanese

I costumi tradizionali albanesi, riccamente ornati, fanno ancora parte del patrimonio culturale di Spezzano Albanese, e vengono tramandati di madre in figlia.

## Economia
Agricoltura, piccoli impianti industriali nelle due aree di insediamento produttivo e alcuni servizi.
Anche le Terme di Spezzano Albanese sono una delle risorse del territorio. L'utilizzo delle sorgenti delle Terme di Spezzano Albanese da parte delle popolazioni locali si perde nella memoria dei tempi. Risale ai primi del Novecento il regio decreto di autorizzazione per lo sfruttamento delle stesse ai fini termali. Alterne vicende imprenditoriali condussero, nell'ultimo ventennio, ad un graduale decadimento e attualmente le Terme risultano chiuse. L'ultima gestione è stata quella affidata alla società Calabria Terme e Salute, il cui contratto venne rescisso nel 2019 per morosità sui pagamenti dell’affitto della struttura.
La zona industriale situata presso il quadrivio delle terme, incrocio tra la ex strada statale 19 e la S.S. delle Terme, ospita alcune attività industriali per circa 100 posti di lavoro complessivi. Un'altra zona, sita sulla collina ai confini con San Lorenzo del Vallo, è in via di insediamento per ospitare piccole aziende manifatturiere.
Inoltre una solar farm (impianto di produzione di energia elettrica tramite cellule fotovoltaiche) è in esercizio in zona Santa Maria.

## Amministrazione
| Periodo | Periodo   | Primo cittadino   | Partito      | Carica  | Note |
| ------- | --------- | ----------------- | ------------ | ------- | ---- |
| 2014    | in carica | Ferdinando Nociti | lista civica | sindaco |      |